# Koko (film)
Koko (fr. Pouic-Pouic ) – czarno-biała komedia francuska z roku 1963 w reżyserii Jeana Giraulta, na podstawie sztuki Sans ceremonie. Jedna z pierwszych komedii, w której główną rolę powierzono Louisowi de Funèsowi.

## Fabuła
Dystyngowana Patricia proponuje młodemu szoferowi, by udawał jej męża, chcąc się w ten sposób pozbyć Antoine’a, swojego czterdziestoletniego adoratora. Szoferowi przyjdzie odegrać tę rolę również przed rodziną Patricii, w której prawdziwą rewolucję spowodował nierozsądny zakup fałszywego pola naftowego, położonego gdzieś nad brzegami Orinoko.

## Obsada
- Louis de Funès - Léonard Monestier
- Mireille Darc - Patricia Monestier
- Jacqueline Maillan - Cynthia Monestier
- Roger Dumas - Paul Monestier
- Maria-Rosa Rodriguez - Palma Diamantino
- Philippe Nicaud - Simon Guilbaud
- Guy Tréjean - Antoine Brévin
- Christian Marin - Charles
- Daniel Ceccaldi - Pedro Caselli
- Philippe Dumat - Morrison
- Yves Barsacq - James